# Jérémie Rodrigues
Pour les articles homonymes, voir Rodrigues (homonymie).
Jérémie Rodrigues est un footballeur français né le 1er novembre 1980 à Schiltigheim. Il évolue au poste de défenseur.

## Biographie
Formé au centre de formation du FC Sochaux, il n'a jamais été aligné avec l'équipe phare et rejoint le Besançon RC en National.

## Statistique
- 89 matchs et 1 but en Ligue 2
- 94 matchs et 4 buts en National
- 13 matchs en 1er division Chypriote

## Palmarès
- Champion de National en 2003 avec Besançon RC.
- Finaliste de la coupe de Chypre en 2009 avec l'AEL Limassol.